# José María Liu
 (février 2023).
Dans ce nom chinois, le nom de famille, Liu, précède le nom personnel Der-li.
Liú Der-li (chinois : 刘德立 ; pinyin : Liú Délì), aussi connu sous son prénom occidental José María Liu, est un diplomate taïwanais.
Il est diplômé du département de littérature espagnole de l'Université de Tamkang et titulaire d'une licence en littérature espagnole de l'Université catholique de Fu Jen avec une maîtrise. En 1983, il remporte la première bourse pour étudier littérature espagnole à l'université nationale du Panama. Il a travaillé comme professeur de littérature espagnole à l'Université catholique Fu Jen. Entre autres postes, il a été chef de la section du protocole du ministère des affaires étrangères, chef de la section de la communication du département du protocole, conseiller à l'ambassade du Paraguay, directeur du département du protocole du ministère des affaires étrangères, ambassadeur au Paraguay, vice-ministre permanent du ministère des affaires étrangères. Actuellement, il est l'ambassadeur représentant au bureau économique et culturel de Taipei en Espagne depuis septembre 2018.

## Biographie
Lorsqu'il était directeur du protocole au ministère des affaires étrangères, M. Liu a été invité par le Swaziland, un pays africain entretenant des relations diplomatiques, à donner un cours d'étiquette internationale d'une semaine afin d'améliorer la formation du personnel de l'accueil et du protocole.
Le 1er avril 2017, sur le point de quitter leurs postes d'ambassadeurs au Panama, ont organisé un dîner dans les propriétés du président panaméen Varela. Liu a déclaré que depuis sa prise de fonction, il s'est efforcé de définir les priorités administratives du Panama et de mettre en œuvre les plans de coopération définis dans les relations Panama-république de Chine, et a noté que plus de 50 plans ont été mis en œuvre. M. Varela a exprimé sa satisfaction quant à la mise en œuvre du plan de coopération avec l'ambassadeur Liu. Mais le 13 juin, le Panama a rompu ses relations diplomatiques avec la république de Chine. Au niveau international, on s'est interrogé sur le fait que le ministère des affaires étrangères avait renvoyé Liu à Taïwan pour qu'il soit promu vice-ministre exécutif du ministère des affaires étrangères, dans une situation d'instabilité des relations diplomatiques.
Le 15 mai 2018, le sénateur américain Marco Rubio désigne le Paraguay, lors d'une audition au Congrès, comme le prochain pays à rompre ses relations diplomatiques avec Taïwan. Le lendemain, certains membres du Yuan législatif ont fait remarquer que Liu s'était rendu au Paraguay pour « lutter contre les incendies », mais le ministère des affaires étrangères a précisé que les relations entre le Panama et Taïwan étaient solides. Liu a également déclaré qu'il s'était rendu au Paraguay début mai pour féliciter son ami Mario Abdo Benítez, qui a été élu président du Paraguay. Le président Horacio Cartes a également organisé un banquet en souvenir du passé. En plus d'assurer qu'il n'y a pas lieu de s'inquiéter pour les relations diplomatiques entre les deux pays, Abdo a également écrit une lettre invitant le président Tsai Ing-wen de la république de Chine à se rendre au Paraguay,.
Le 21 août 2018, le Salvador rompt ses relations diplomatiques avec Taïwan, ce qui a affecté ses relations diplomatiques en Amérique latine, et immédiatement, le système diplomatique a lancé des mesures d'urgence. Le vice-chancelier Liu a rencontré les ambassadeurs du Guatemala et du Honduras à Taïwan le 27 août 2018. Outre la réaffirmation de l'importance des relations avec les deux pays, ils ont discuté de divers plans de coopération, faisant preuve d'une attitude positive dans la sauvegarde des relations diplomatiques.
En tant qu'ambassadeur en Espagne, Liu s'est exprimé sur des questions telles que les relations historiques, les relations Espagne-Formose et les relations entre les deux rives du détroit de Taïwan, la révision du statut de Hong Kong en ce qui concerne l'ordonnance sur les criminels fugitifs et la participation à l'Organisation de l'aviation civile internationale,,.

## Représentant du Taïwan en Espagne
Liu est l'ambassadeur de Taipei en Espagne depuis septembre 2018. En tant que représentant de Taïwan en Espagne, il a donné des interviews14 sur les relations entre Pékin et Taipei à de nombreux journaux tels que Público, Okdiario, ou Eldiario.es entre autres,,,,. Dans ses interviews, Liu fait référence à la Taiwan Straits Relations Association et à la Foundation for Cross-Straits Exchanges comme outils de soutien pour « protéger notre sécurité et nos intérêts nationaux, maintenir la prospérité et défendre notre mode de vie démocratique et libre à transmettre aux générations futures », comme l'a exprimé Tsai Ing-wen, présidente de la république de Chine,.

## Distinctions

### Médaille de mandat étranger
- : Grand Cruz du Mandat National du Mérite (Paraguay, ratifiée le 6 juillet 2015)